# Травник (громада)
Травник (хорв. і босн. Opština Travnik, серб. Општина Травник) — боснійська громада, розташована в Середньобоснійському кантоні Федерації Боснії і Герцеговини. Адміністративним центром є місто Травник.
| Боснія і Герцеговина | Це незавершена стаття з географії Боснії і Герцеговини. Ви можете допомогти проєкту, виправивши або дописавши її. |